# Eslohe (Sauerland)
Eslohe (Sauerland) – miejscowość i gmina w zachodnich Niemczech, w kraju związkowym Nadrenia Północna-Westfalia, w rejencji Arnsberg, w powiecie Hochsauerland.